# 桝谷ダム

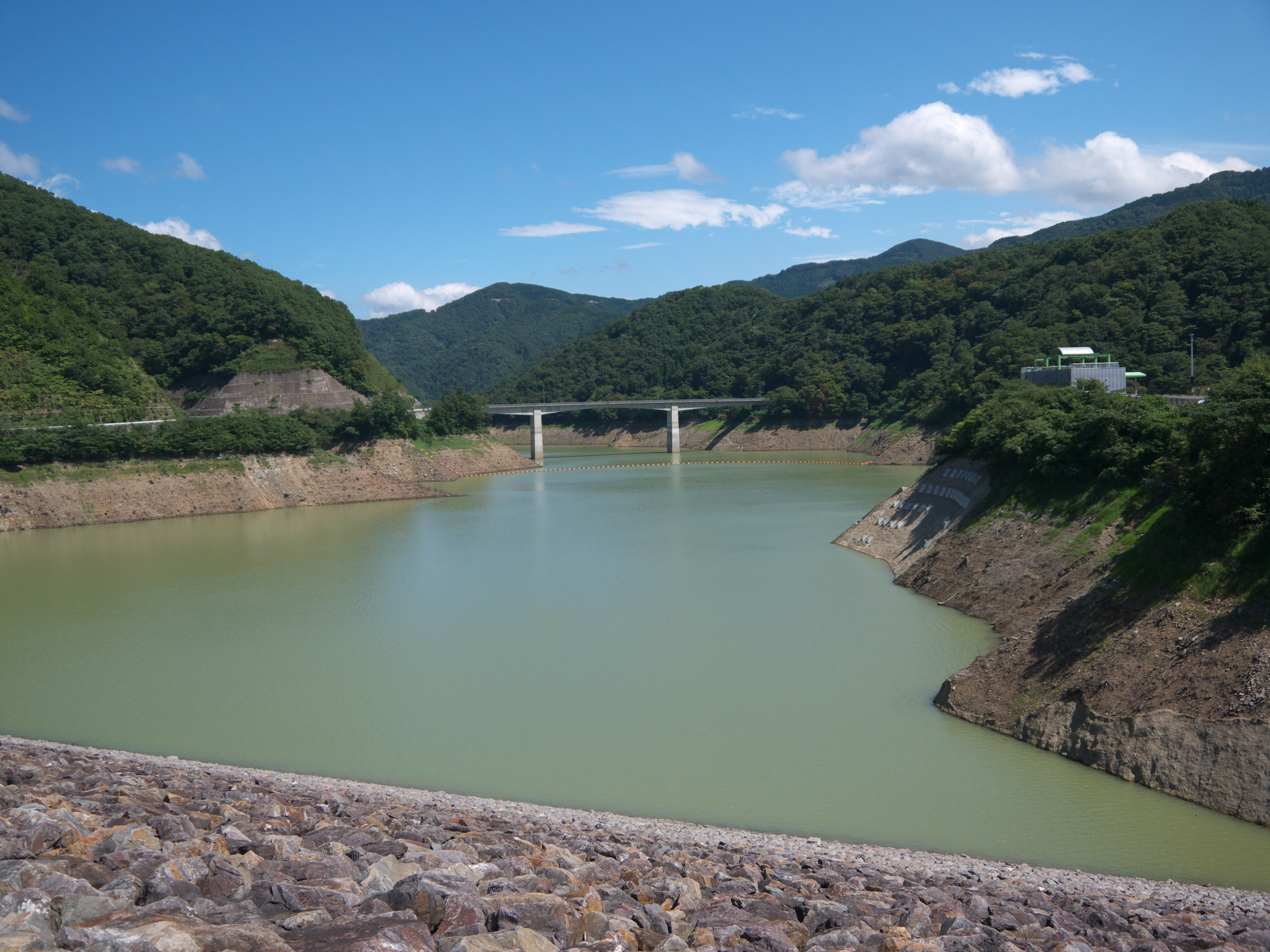
ますたに湖（遠方の右の山方に夜叉ヶ池がある夜叉ヶ池山が見える

桝谷ダム（ますたにダム）は、福井県南条郡南越前町、一級河川・九頭竜川水系桝谷川に建設されたダムである。
桝谷川及び合流先である日野川の治水、福井市・鯖江市などへの利水を目的とした多目的ダムで、高さ 100.4 m のロックフィルダムである。農林水産省北陸農政局が国営日野川用水農業水利事業の中心事業として建設した農林水産省直轄ダムであったが、目的に洪水調節が加わったことにより福井県が事業に参加。完成後は福井県が管理する。
ダムによって形成された人造湖は河川名と地名からますたに湖と命名されたが、日野川からも導水して貯水を行っている。

## 沿革
日野川は真名川と並ぶ九頭竜川の主要支川であり、古代より流域は穀倉地帯として利水事業が行われていた。代表的なものが関ヶ鼻用水で、福井藩初代藩主・結城秀康の重臣である本多富正が開削に携わり流域の灌漑に寄与した。現在では県営農業水利事業に加え、農林水産省北陸農政局が手掛ける「国営日野川用水農業水利事業」が施行されて居り、その根幹施設として桝谷ダムが計画された。
一方日野川は度々氾濫を繰り返し、引堤や浚渫等で対応していたが限界があった。そこで福井県は1961年（昭和36年）の第2室戸台風による水害を契機に、「国土総合開発法」に基づいて「真名川総合開発事業」に続く河川総合開発事業として「日野川総合開発事業」に着手。その一環として日野川本川に洪水調節・不特定利水・工業用水・発電を目的とした補助多目的ダム、広野ダム（重力式コンクリートダム、高さ 63 m）を1975年に建設した。だが、その後福井市などを始めとする沿岸地域の人口増加や工業団地の進出等もあって水需要が急増した。こうした事から福井県は桝谷ダム計画に参入し、日野川総合開発事業と国営日野川用水農業水利事業の共同事業として建設される事になった。

## 目的
1981年（昭和56年）より建設事業が開始され、2005年（平成17年）に竣工した。ダムの型式は中央土質遮水壁型ロックフィルダム、堤高は 100.4 m で農林水産省直轄ダムの中では刀利ダム（小矢部川本川）、日中ダム（阿賀野川水系押切川）に次ぎ堤高が高く、九頭竜川水系の既設ダムでも九頭竜ダム（九頭竜川本川・国土交通省近畿地方整備局）、真名川ダム（真名川・国土交通省近畿地方整備局）に次ぐ3番目の高さである。
目的は灌漑の他洪水調節、福井市・越前市・鯖江市・南条郡への上水道・工業用水の供給という多目的ダムである。ダムのある桝谷川では湛水が十分に出来ない事から、広野ダム上流の日野川に高さ 24.7 m の重力式コンクリートダムである二ッ屋頭首工を建設しトンネルを通じて日野川の河水をダム湖に導水している。

## ますたに湖
ダムにより形成されたダム湖はますたに湖と命名され、湖畔には休憩場や展望台、ダム本体下流には公園が整備されている。

## 写真

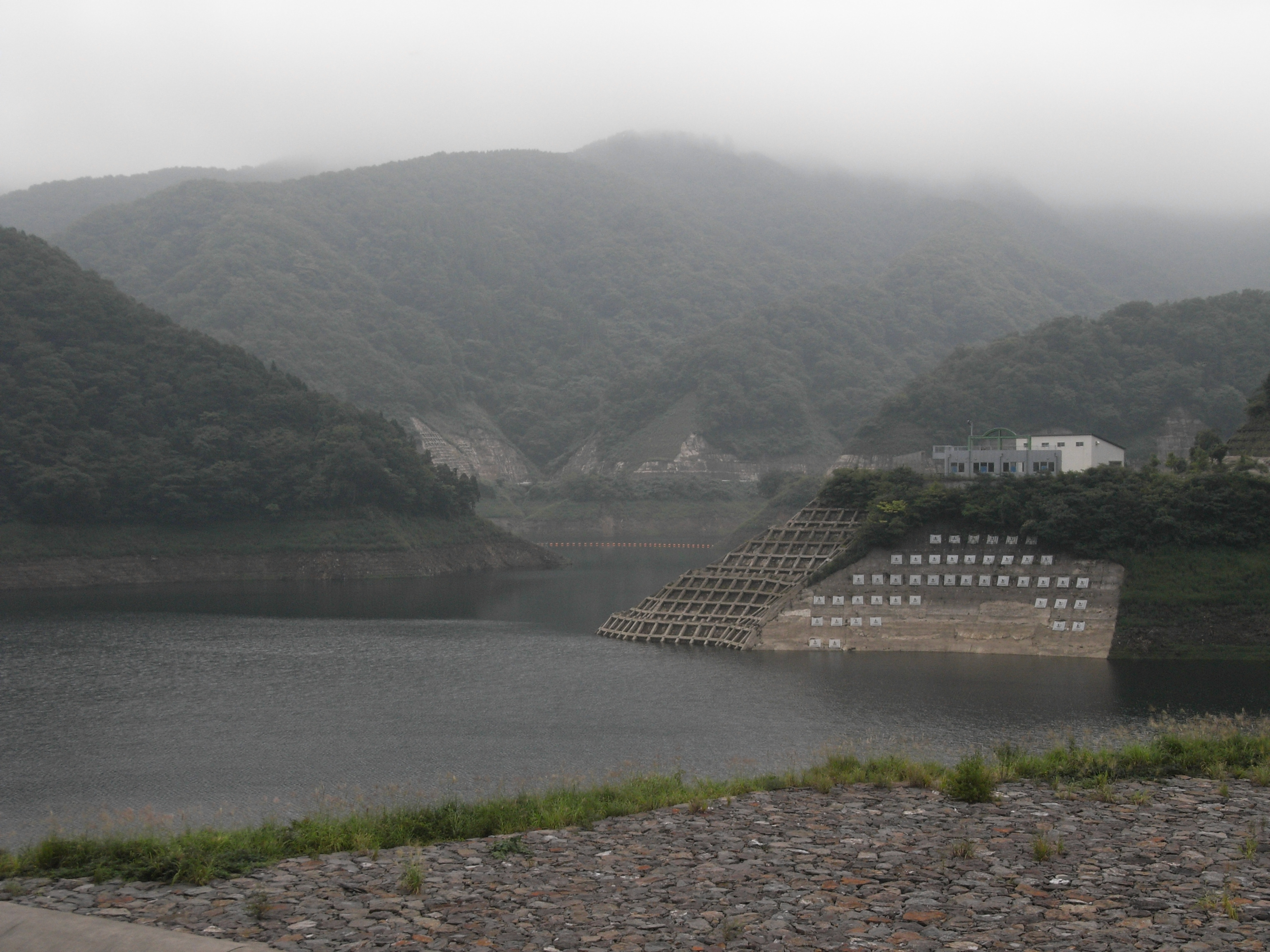
ますたに湖
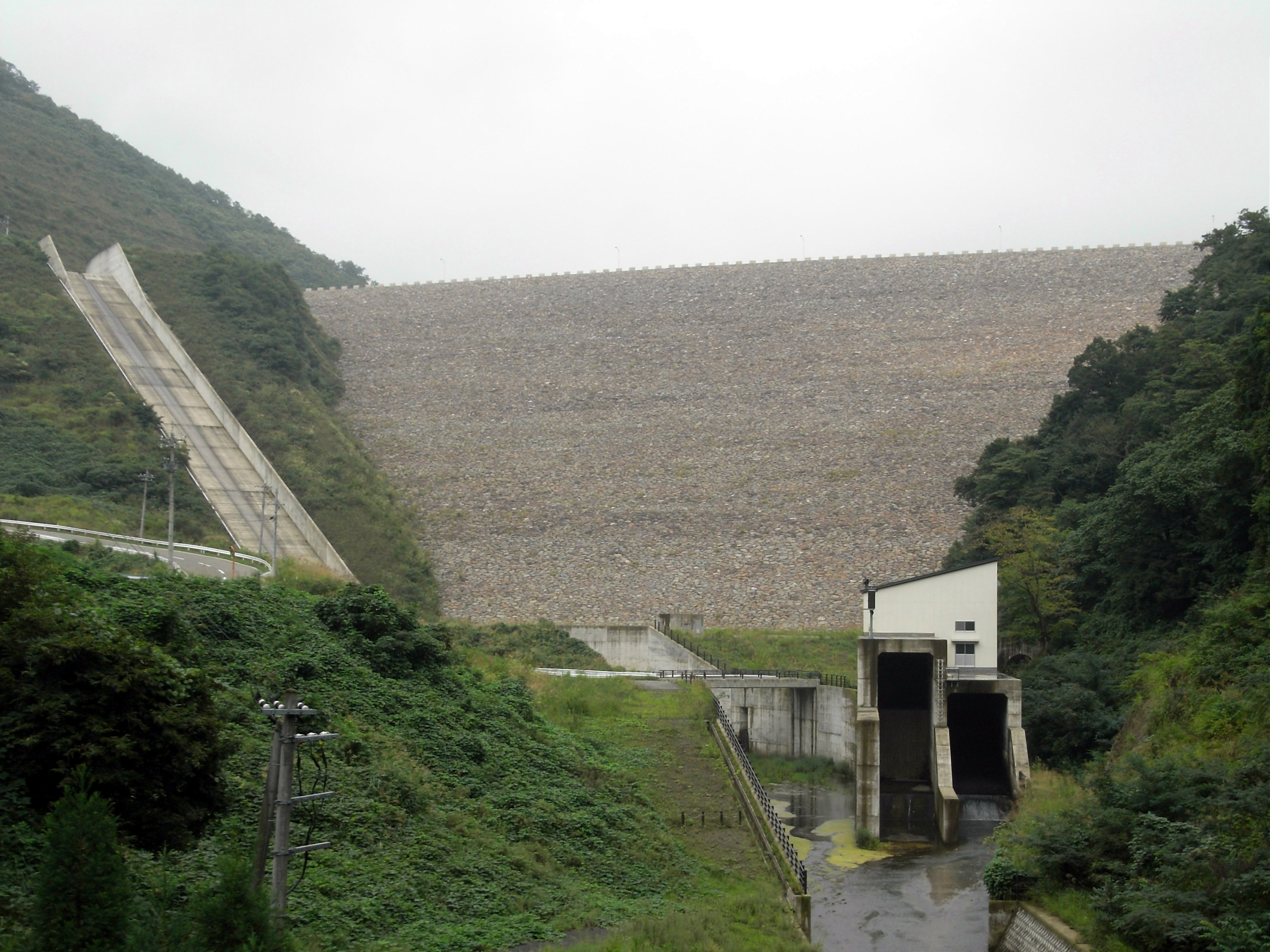
桝谷ダム本体